# Erwin Rommel
Erwin Johannes Eugen Rommel (ur. 15 listopada 1891 w Heidenheim an der Brenz, zm. 14 października 1944 w Herrlingen) – niemiecki feldmarszałek.
Erwin Rommel był najmłodszym niemieckim feldmarszałkiem (Generalfeldmarschall) podczas II wojny światowej. Dowodził Afrika Korps – niemieckim korpusem ekspedycyjnym w Afryce Północnej. Dzięki swoim znakomitym posunięciom i taktyce szybkiego przemieszczania wojsk stał się żywą legendą wśród żołnierzy niemieckich, ale przede wszystkim wśród aliantów. Ze względu na przebiegłość nazwany Lisem Pustyni (niem. Wüstenfuchs). Pod koniec wojny (1944) został skierowany do Francji jako dowódca Grupy Armii B, z zadaniem poprawienia umocnień w Normandii, w obliczu spodziewanej alianckiej inwazji.

## Dzieciństwo i kariera przedwojenna
Erwin Johannes Eugen Rommel urodził się 15 listopada 1891 w Heidenheim pod Ulm, małym mieście w Wirtembergii, jako syn dyrektora szkoły i trzecie z pięciorga dzieci. Mimo sporych zdolności uczył się nie najlepiej. Wolny czas najczęściej spędzał na powietrzu, jeżdżąc dużo na rowerze i na nartach. Zabawy te rozbudziły w nim miłość do otwartych przestrzeni. Lubił zabawki mechaniczne, w wieku 17 lat wraz z przyjaciółmi zbudował model samolotu i szybowiec naturalnych rozmiarów. Wahał się, czy zostać inżynierem, czy żołnierzem. W wieku 18 lat zdecydował i 19 lipca 1910 roku zaciągnął się jako fahnenjunker do 124 Wirtemberskiego Pułku Piechoty König Wilhelm I w Weingarten w Górnej Szwabii. Następnie naukę kontynuował w Szkole Wojennej Königliche Kriegsschule w Gdańsku.
Po trzech miesiącach od wstąpienia do akademii wojskowej, awansował do stopnia kaprala, a po kolejnych dwóch do sierżanta. Zapamiętano go jako bystrego młodzieńca, komunikatywnego, ale nieuległego, który mówi powoli i po namyśle. Był opanowany, powściągliwy w spożyciu alkoholu, niepalący. Szkołę ukończył bez większych sukcesów. Ze wszystkich przedmiotów otrzymał ocenę „dostateczny” i tylko w rubryce Führung (zdolności przywódcze) wpisano mu „dobry”.
W styczniu 1912 roku otrzymał szlify podporucznika i został odesłany do rodzimego pułku stacjonującego w budynkach poklasztornych w Weingarten, gdzie zajmował się szkoleniem rekrutów. 6 sierpnia 1914 roku jego jednostka otrzymała rozkaz wymarszu na front I wojny światowej.

### I wojna światowa
Podczas I wojny światowej Rommel służył we Francji, Rumunii i Włoszech. Pierwszy raz został ranny (w udo) 14 września 1914 roku w Lesie Argońskim. Do linii wrócił po 3-miesięcznym leczeniu i natychmiast wykazał się zdolnościami dowódczymi i inicjatywą. Na czele kompanii zdobył umocniony punkt oporu Francuzów, po czym wycofał się, tracąc zaledwie 5 ludzi.
Następnie skierowany został na przeszkolenie w Württemberg Gebirgsbataillon (wirtemberskim batalionie górskim) w Arlbergu w Alpach Austriackich.
Najpierw w randze porucznika w 1915 w Wogezach, a następnie w Rumunii i Włoszech, zwrócił uwagę dowództwa, jako oficer umiejętnie prowadzący oddziały podczas licznych misji frontowych.
25 października 1917 roku jego oddział wielkości batalionu zaatakował i zdobył szczyt Matajur, biorąc do niewoli około 150 oficerów i 9000 żołnierzy armii włoskiej oraz 81 dział. Od tego momentu Erwin Rommel nie cenił żołnierzy włoskich zbyt wysoko. Jego oddział odegrał też znaczącą rolę podczas bitwy pod Caporetto. Był trzykrotnie ranny i otrzymał Krzyż Żelazny I i II klasy. Krótko po trzecim zranieniu i rekonwalescencji, mimo protestów, awansowano go na kapitana i przeniesiono go do pracy w sztabie. Za sukces wojenny z 25 października 1917 r. Cesarz Niemiecki i Król Prus Wilhelm II uhonorował oficera najwyższym odznaczeniem cesarskim – orderem Pour le Mérite w klasie wojskowej.

### Lata międzywojenne
Po wojnie Erwin Rommel założył Związek Starych Towarzyszy (Kameradschaft), składający się z ocalałych członków jego batalionu, z którymi do końca życia utrzymywał zażyłą przyjaźń.
W „stutysięcznej” armii, z czterema tysiącami oficerów, na którą pozwalał Niemcom traktat wersalski, Erwin Rommel przeszedł przez rozmaite przydziały. Dowodził m.in. kompanią karabinów maszynowych w Stuttgarcie, a po roku 1933 był w Ministerstwie Wojny oficerem łącznikowym z Hitlerjugend. Szkolił żołnierzy, poczynając od piechoty w Dreźnie. W 1935 roku był już podpułkownikiem i dowódcą batalionu, a następnie szefem kursów w akademii wojskowej w Poczdamie. W okresie poczdamskim napisał książkę „Piechota atakuje” (Infanterie greift an), w której zawarł swoje doświadczenia z czasów I wojny światowej i zilustrował własnymi rysunkami i mapami. Książka ta zwróciła uwagę Adolfa Hitlera, który w czasie wojny także był żołnierzem piechoty.

## II wojna światowa

### Polska 1939
Jesienią 1938 Adolf Hitler wyznaczył go dowódcą swej ochrony podczas wizyty w zajętej Czechosłowacji, gdzie dowodził batalionem eskorty wodza (Führer-Begleit-Bataillon – FBB). Od sierpnia 1939 do lutego 1940, m.in. w czasie pobytu Adolfa Hitlera w Polsce po rozpoczęciu II wojny światowej, Rommel pełnił funkcję komendanta Kwatery Głównej Hitlera (Der Kommandant Führerhauptquartier). Np. w tej roli przebywał w dniach 19–26 września 1939 z Adolfem Hitlerem w sopockim Kasino-Hotel.

### Francja 1940
W lutym 1940 Erwin Rommel, już jako generał major, pomimo braku doświadczenia w kierowaniu oddziałami pancernymi, objął dowództwo nad 7 Dywizją Pancerną. Trzy miesiące później, podczas inwazji na Francję, miał okazję sprawdzenia swoich teorii. W błyskawicznej kampanii jego żołnierze sforsowali Mozę, odparli brytyjski kontratak pod Arras i przedarli się przez francusko-belgijskie fortyfikacje, po czym jako pierwsza formacja dotarli do kanału La Manche. Kierując się następnie ku wybrzeżom Atlantyku, jego oddziały zniszczyły dwie francuskie dywizje. Akcje dywizji Erwina Rommla zdobyły podziw nawet u nieprzyjaciela. Błyskawicznie zdobył wiele alianckiego uzbrojenia, wziął do niewoli blisko 100 tysięcy jeńców. Jego nazwisko nie schodziło z nagłówków gazet, a Francuzi, ze względu na siłę, szybkość i zaskoczenie, nazwali jego dywizję la Division Fantome, czyli Dywizją Duchów.
Po sukcesach Dywizji Duchów niemiecka prasa zasypywała generała pochwałami. Zarówno w Niemczech, jak i za granicą zaczęły się pojawiać plotki o jego rzekomej przeszłości: był murarzem i dawnym towarzyszem Adolfa Hitlera, jednym z jego pierwszych popleczników i bojówkarzem, dzielnym członkiem oddziału szturmowego, policjantem itd. Propaganda ta odniosła pewien skutek, gdyż np. jeszcze dziesięć lat po zakończeniu wojny amerykańskie encyklopedie pisały o „dowódcy oddziałów szturmowych”.

### Afryka 1941–1943

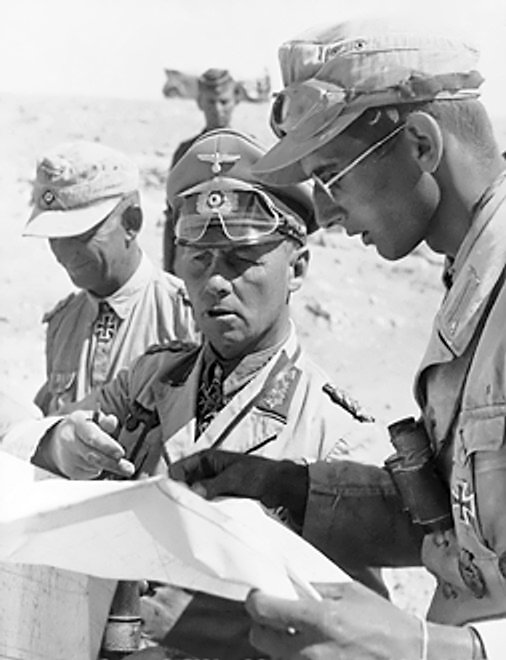
Erwin Rommel w 1942

Generał Erwin Rommel przybył do Trypolisu 12 lutego 1941 roku. Jego przybycie do Afryki Północnej wiązało się ze znacznymi niepowodzeniami wojsk włoskich. Feldmarszałek Walther von Brauchitsch powierzył mu dowództwo nad 5 Dywizją Lekką i 15 Dywizją Pancerną, z zadaniem wsparcia włoskich wojsk zmotoryzowanych. Rommel miał podlegać włoskiemu marszałkowi Grazianiemu. 18 lutego, czyli sześć dni po przybyciu do Afryki, rozkazem Hitlera powołano niezależny od dowództwa włoskiego korpus ekspedycyjny Afrika Korps. Dowodząc tymi oddziałami, Rommel zdobył największą sławę wojenną. Jego taktyczna maestria i zmysł dowódczy pozwoliły, mimo słabszego zaopatrzenia i mniejszej mobilności, odnieść wiele spektakularnych zwycięstw nad siłami aliantów.
Jego początkowe sukcesy w Libii, gdzie miał odeprzeć aliantów w stronę granicy z Egiptem, a następnie w samym Egipcie, przyniosły mu przydomek „Lisa Pustyni”. 30 stycznia 1942 roku został awansowany do stopnia generała pułkownika. Jego nominacja zbiegła się w czasie ze zdymisjonowaniem dowódcy sił brytyjskich Archibalda Wavella, którego zastąpił generał Claude Auchinleck. W tym okresie Afrika Korps, który od sierpnia 1941 roku był częścią Panzergruppe Afrika, zmagał się nie tylko z wrogiem, ale także z ogromnymi problemami logistyczno-zaopatrzeniowymi, gdyż po agresji III Rzeszy na Związek Sowiecki, afrykański teatr działań został zepchnięty przez Hitlera na dalszy plan.
Lis Pustyni zyskał sobie popularność wśród żołnierzy m.in. tym, że na froncie zawsze spożywał takie same posiłki jak oni, nawet gdy ograniczały się one do kilku kromek chleba. Jadał w towarzystwie zwykłych żołnierzy, rozmawiając z nimi i dowcipkując. Podczas bitwy zawsze znajdował się kilkaset metrów za czołgami pierwszego rzutu w swym wozie sztabowym, przez co często ryzykował życie. Gdy pewnego razu żołnierze Afrika Korps zatrzymali się na zbyt długi postój, Rommel wszedł między nich i krzyknął: „Jeśli natychmiast się nie ruszycie, to tak was kopnę w dupę, że od razu znajdziecie się w Kairze!”. Następnie wsiadł do samochodu i jechał za żołnierzami.
W listopadzie 1941 roku Sprzymierzeni przeszli do kontrofensywy, zadając oddziałom Rommla znaczne straty, zmusili go do wycofania się na linię Bengazi. Kontratak niemiecki nastąpił 26 maja 1942 po dostarczeniu zaopatrzenia, amunicji oraz nowych czołgów. Przy ich pomocy 21 czerwca 1942 roku oddziały niemieckie zdobyły opierający się wszystkim dotychczasowym szturmom Tobruk, a wraz z nim duże zapasy uzbrojenia, którego nie zdążyli zniszczyć wycofujący się Brytyjczycy. Następnego dnia Rommel został awansowany do stopnia feldmarszałka Rzeszy.
Armia brytyjska wycofała się na umocnione pozycje pod El Alamein. Właśnie tam generała Auchinlecka zastąpił generał Bernard Law Montgomery. Celem nowego dowódcy było pokonanie sił Osi za wszelką cenę i wyparcie ich z Afryki. Alianci mieli znaczną przewagę logistyczną. Dysponowali dużym wsparciem sił lotniczych. W czasie nieobecności Rommla, spowodowanej wyjazdem feldmarszałka do Europy celem przekonania Hitlera o konieczności wzmocnienia wojsk niemieckich w Afryce, Brytyjczycy przypuścili atak na pozycje niemieckie. Rommel wrócił do Afryki dwa dni po rozpoczęciu II bitwy pod El Alamein. Nie zdołał jednak powstrzymać wojsk brytyjskich. Montgomery został awansowany do rangi marszałka i wyniesiony do godności para z tytułem „Lord Montgomery of Alamein”. W wyniku podjętych przezeń działań Afrika Korps znalazł się w pełnym odwrocie. Ponad 30 tysięcy żołnierzy państw Osi dostało się do niewoli. W krótkim czasie Afrika Korps został z Afryki wyparty.
Rommel został ewakuowany z Tunezji w marcu 1943 roku. Z rozkazu Hitlera objął dowództwo Grupy Armii B w północnych Włoszech. W kampanii tej Erwin Rommel, jako pierwszy oficer wojsk lądowych, został odznaczony Krzyżem Rycerskim z Liśćmi Dębowymi, Mieczami i Brylantami.

### Francja 1943–1944
Po opuszczeniu żołnierzy w Afryce stosunki między Rommlem a Hitlerem uległy pogorszeniu. Rommel, który dotychczas był zauroczony posunięciami führera – zarówno wojennymi, jak i ekonomicznymi, stracił wiarę w geniusz wodza i nie odzyskał jej już do końca życia. Kiedy 12 maja 1943 wojska Osi w Afryce kapitulowały, Rommla wezwano do Berlina. Rozgoryczony Hitler, blady i zmęczony, przyznał, że powinien posłuchać wcześniejszych próśb feldmarszałka.
Rommel, chcący ponownie znaleźć się w centrum działań wojennych, otrzymał rozkaz inspekcji nadbrzeżnych fortyfikacji, rozciągających się od Danii aż po Pireneje. Mimo zapewnień propagandy o solidnym przygotowaniu umocnień zaszokowany zameldował Naczelnemu Dowództwu o miernym stanie ich gotowości i słabym przygotowaniu do odparcia przypuszczanej inwazji wojsk sprzymierzonych w rejonie Wału Atlantyckiego.
Po kontroli nadbrzeżnych umocnień w Danii Rommel został oddelegowany do Francji. Stacjonujące tam oddziały niemieckie podlegały feldmarszałkowi Gerdowi von Rundstedtowi, naczelnemu dowódcy na froncie zachodnim. Hitler niezbyt jasno sprecyzował zadania Rommla. Szybko doszło do utarczek i sporów kompetencyjnych pomiędzy dowódcami. W trakcie gorącej dyskusji uzgodniono, że młodszemu Rommlowi przypadnie nadzór operacyjny nad odcinkiem przewidywanej inwazji pomiędzy ujściem Loary a granicą niemiecko-holenderską, a także, że 15 stycznia Rommel obejmie dowództwo wszystkich taktycznych oddziałów na wybrzeżach naprzeciw Anglii.
Rommel, zdając sobie sprawę, że w konfrontacji z przeciwnikiem kontrolującym przestrzeń powietrzną nie ma szans na zwycięstwo, zaproponował, by jednostki pancerne zostały rozmieszczone w małych ugrupowaniach jak najbliżej linii frontu. Uważał, że sukces zależeć będzie od wygranej na plażach, zanim jeszcze wojska aliantów zdołają utworzyć znaczniejszy przyczółek. Jego dowódca był jednak innego zdania i za cel obrał sformowanie dużej grupy pancernej nieopodal Paryża. Lądowanie wojsk sprzymierzonych 6 czerwca 1944 zaskoczyło Erwina Rommla na przyjęciu urodzinowym żony w Herrlingen, gdzie zatrzymał się w drodze na naradę z Hitlerem w Berchtesgaden.
17 lipca 1944 samochód Erwina Rommla został ostrzelany przez alianckie myśliwce. Feldmarszałek został poważnie ranny: doznał urazu lewej strony czaszki oraz kości policzkowej. Już nigdy nie miał zobaczyć pola bitwy. Jego kariera wojskowa dobiegła końca.

### Zamach na Hitlera a Rommel

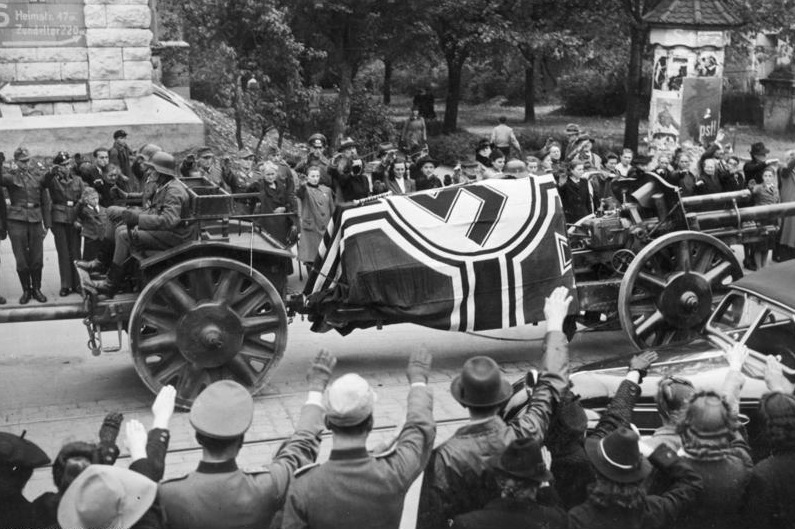
Ulm. Pogrzeb państwowy Erwina Rommla

Po nieudanym zamachu Heinrich Himmler i Martin Bormann poinformowali Hitlera, że Rommel solidaryzował się ze spiskowcami. Przedstawili mu raporty SD i informacje würzburskiego kreisleitera. Potwierdzeniem chwiejnej postawy feldmarszałka w oczach Hitlera był jego apel do führera, by zakończyć wojnę podpisaniem układu z aliantami. W kręgu najbliższych mu osób mówił też, że wojna jest przegrana. Ze względu na ogromną popularność Rommla Hitler zdecydował o zgładzeniu go po cichu i bez rozprawy sądowej. Rozkaz wykonał generał piechoty Wilhelm Burgdorf. Wraz z Ernstem Maiselem przybył do Rommla i postawił go przed wyborem: publiczny proces i kompromitacja oraz prawdopodobny lincz na rodzinie lub zażycie cyjanku i uniknięcie dalszych nieprzyjemności.
Przed śmiercią Rommel powiedział żonie i synowi tylko „umrę za piętnaście minut” i odjechał wraz z Burgdorfem i Maiselem. Zmarł w samochodzie. Opinię publiczną poinformowano, że Erwin Rommel zmarł w wyniku odniesionych ran. Wyprawiono mu pogrzeb państwowy ze wszystkimi honorami, na który jednak nie przybyli najwyżsi urzędnicy NSDAP.

## Życie prywatne
Podczas nauki w gdańskiej szkole wojskowej w 1911 r. 20-letni wówczas Rommel zaręczył się z 17-letnią Lucie Marią Mollin (1894-1971). Poznali się podczas jednego z regularnych bali wydawanych przez uczelnię wojskową, by przyszli oficerowie nabierali manier i ogłady towarzyskiej. Mimo zaręczyn podczas służby w Weingarten wdał się w romans ze sprzedawczynią Walburgą Stemmer, a owocem tego związku była córka Gertruda urodzona w grudniu 1913 r. Na przeszkodzie legalizacji tego związku stały restrykcyjne, konserwatywne reguły korpusu oficerskiego wg których przeszkodą było „niskie”, robotnicze pochodzenie panny Stremer, jak i wcześniejsze zobowiązanie wobec panny Mollin. Ostateczne rozwiązanie tej złożonej sytuacji okazało się bardzo nietypowe. Ślub Rommla i Mollin miał miejsce w listopadzie 1916 roku w Gdańsku, zaś Walburga wraz córką była traktowana jako nieformalny członek rodziny do swojej śmierci w 1928 r. Z kolei Gertruda mieszkała z macochą, przyrodnim bratem i ojcem aż do jego wymuszonego samobójstwa w 1944 r. Nie da się w sposób pewny odtworzyć motywów takiego rozwiązania. Rommel nigdy nie odniósł się do tej sytuacji. Gertruda była przed otoczeniem określana jako jego siostrzenica, co w powojennych czasach pełnych wdów nie budziło wielkiego zdziwienia. Można jedynie przypuszczać, ze musiało to wynikać z trudnego porozumienia Rommla z żoną, które miało pozwolić im zachować ich związek, a jemu pozwolić spełnić zobowiązania, które miał względem córki i jej matki. Lucie Maria Mollin wywodziła się ze szlachty kaszubskiej. Była córką dyrektora szkoły Bernarda Mollina urodzonego w roku 1866 w Kościerzynie i Franziski von Malotka Trzebiatowski urodzonej w 1871 r. w Łężycach koło Rumi którzy pobrali się w roku 1890 w kościele w Redzie. Była kuzynką (ich matki były siostrami) dwóch aktywnych działaczy kaszubskich w przededniu powrotu Polski na Pomorze w 1920 r. i w okresie międzywojennym, braci Edmunda i Hipolita Roszczynialskich. Obaj zostali zamordowani przez Niemców pod koniec 1939 r. Według biogramu księdza Edmunda Roszczynialskiego Rommel jesienią 1939 r., na prośbę żony, miał się z nim spotkać i wystawić mu rodzaj dokumentu, mającego go zabezpieczyć przed aresztowaniem. Niestety, nie uchroniło go to przed zatrzymaniem przez Gestapo i śmiercią.
Małżeństwo było szczęśliwe. Rommel, gdy był na froncie pisał do żony co najmniej jeden list dziennie. Mieli jednego syna, Manfreda, ur. 24 grudnia 1928 r., nadburmistrza Stuttgartu w latach 1974–1996.

## Bitwy
- bitwa pod Arras (1917)
- bitwa pod Arras (1940)
- oblężenie Tobruku (1941)
- Bitwa o Gazalę (1942)
- bitwa o Bir Hacheim (1942)
- I bitwa pod El Alamein (1942)
- Bitwa pod Alam Halfa (1942)
- II bitwa pod El Alamein (1942)
- bitwa o przełęcz Kasserine (1943)
- bitwa o Normandię (1944)

## Przebieg służby Erwina Rommla
| od                   | do                   | jednostka, organizacja, posterunek                                        |
| -------------------- | -------------------- | ------------------------------------------------------------------------- |
| 19 lipca 1910        | 3 października 1915  | 124. Pułk Piechoty                                                        |
| 1 marca 1914         | 31 lipca 1914        | 19. Pułk Artylerii Polowej                                                |
| 4 października 1915  | 10 stycznia 1918     | Wirtemberski Batalion Strzelców Górskich                                  |
| 11 stycznia 1918     | 20 grudnia 1918      | praca w sztabie                                                           |
| 29 lipca 1918        | 19 sierpnia 1918     | 4. Kompania Zapasowa 6. Pułku Artylerii Polowej, Bawarska Dywizja Rezerwy |
| 20 sierpnia 1918     | 8 września 1918      | 1. Batalion Zapasowy Artylerii Piechot, Rejon Dwudziestej Armii           |
| 21 grudnia 1918      | 24 czerwca 1919      | 124. Pułk Piechoty                                                        |
| 25 czerwca 1919      | 31 grudnia 1920      | 25. Pułk Piechoty Reichswery                                              |
| 1 stycznia 1921      | 30 września 1929     | 124. Pułk Piechoty                                                        |
| 1 października 1929  | 30 września 1933     | Dreźnieńska Szkoła Piechoty                                               |
| 1 października 1933  | 14 stycznia 1935     | 3. Batalion 17. Pułku Piechoty                                            |
| 15 stycznia 1935     | 24 stycznia 1935     | Ministerstwo Wojny                                                        |
| 25 stycznia 1935     | 14 października 1935 | 3. Batalion Strzelców Górskich Goslar                                     |
| 15 października 1935 | 9 listopada 1938     | Poczdamska Akademia Wojskowa                                              |
| 10 listopada 1938    | –                    | Akademia Wojskowa w Wiener Neustadt                                       |
| 23 sierpnia 1939     | 14 lutego 1940       | Sztab Führera                                                             |
| 15 lutego 1940       | 14 lutego 1941       | Sztab 7. Dywizji Pancernej                                                |
| 15 lutego 1941       | 14 sierpnia 1941     | dowódca wojsk niemieckich w Libii                                         |
| 15 sierpnia 1941     | 21 stycznia 1942     | Dowódca Grupy Pancernej „Afryka”                                          |
| 22 stycznia 1942     | 24 października 1942 | Naczelne Dowództwo Armii Pancernej „Afryka”                               |
| 25 października 1942 | 22 lutego 1943       | Naczelne Dowództwo Niemiecko-Włoskiej Armii Pancernej                     |
| 23 lutego 1943       | 13 maja 1943         | Naczelne Dowództwo Grupy Armii „Afryka”                                   |
| 14 maja 1943         | 14 lipca 1943        | praca w sztabie                                                           |
| 15 lipca 1943        | 3 września 1944      | Naczelne Dowództwo Grupy Armii „B”                                        |

## Legenda Rommla

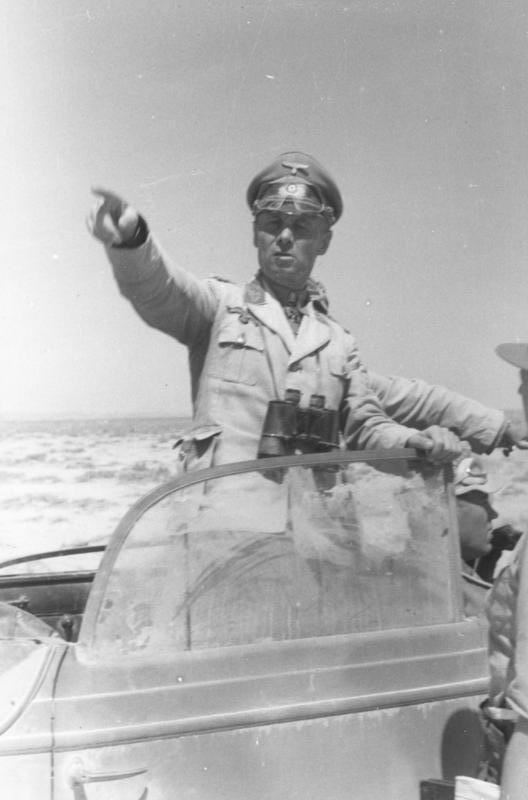
Rommel podczas kampanii afrykańskiej, czerwiec 1942 r.

Niemiecka propaganda świadomie pracowała nad wykreowaniem feldmarszałka na ideał niemieckiego żołnierza. Wybór właśnie na jego osobę padł z wielu powodów: z jednej strony przemawiały za tym niewątpliwe talenty wojskowe i przywódcze Rommla, jego ogromna ambicja i popularność wśród żołnierzy, ale także sposób bycia i atrakcyjny wygląd. Hitler faworyzował go i niemal do końca łączyła ich specyficzna więź – obaj mieli w sobie rodzaj uroku magnetyzującego otoczenie i bez oporów wykorzystywali to do swoich celów.
Rommel z ochotą współpracował nad tworzeniem owego wizerunku, obiecując sobie po tym przyśpieszenie kariery. Nie tylko był najczęściej fotografowanym niemieckim wojskowym, ale otrzymał nawet od Goebbelsa kamerę wraz z operatorem, by uwieczniać swe sukcesy podczas kampanii we Francji i w Afryce. W jego sztabie byli oficerowie odpowiedzialni za pracę nad wizerunkiem feldmarszałka. Jeszcze w 1940 nakręcono film fabularny „Sieg im Westen”, gloryfikujący zwycięstwo nad Francją, gdzie jedną z głównych postaci był Erwin Rommel. Charakteryzują go takie cnoty żołnierskie jak poczucie obowiązku i honoru, dyscyplina, pewność zwycięstwa, bezgraniczna lojalność. Posunięto się nawet do opublikowania fikcyjnego życiorysu Rommla, ufryzowanego na modłę narodowo-socjalistyczną, przeciw czemu zresztą bezskutecznie protestował.
Szczyt popularności osiągnął Rommel podczas kampanii w północnej Afryce. Prasa pełna była jego zdjęć na tle egzotycznych krajobrazów, kojarzonych przez czytelników z ciągłym powiększaniem terytorium Trzeciej Rzeszy, zdobywaniem kolonii i zaspokajających tęsknotę przeciętnego Niemca za dalekimi podróżami. Zwłaszcza od czasu nasilających się klęsk na froncie wschodnim, bardzo wiele uwagi poświęcano sukcesom Afrika Korps i jego dowódcy. Także alianci (np. Churchill) publicznie wypowiadali się z uznaniem o feldmarszałku. Przyczyny tego nie są jednak całkiem jednoznaczne – był on faktycznie bardzo zdolnym oficerem, z drugiej jednak strony istniała pilna potrzeba wyjaśnienia własnym społeczeństwom przyczyn ponoszonych klęsk, mimo przewagi militarnej. Ponadto alianci poszukiwali przyszłego przywódcy Niemiec ponazistowskich. Musiał to być człowiek popularny we własnym kraju, a jednocześnie niekontrowersyjny dla partnerów zagranicznych.
Także kino – w tym Hollywood – podchwyciło legendę Rommla. Do dziś, jako rycerski wojownik, walczący za swój kraj, skutecznie, ale bez barbarzyństwa, uosabia on w Niemczech mit „niepokalanego Wehrmachtu” – armii, która, w przeciwieństwie do SS, walczyła honorowo i jedynie na froncie. Powojenna armia niemiecka – Bundeswehra – długo uważała Rommla za jedną ze świetlanych postaci w swej historii, jego imieniem nazwano koszary w Goslarze i okręt wojenny. Fakt, że sympatyzował z zamachowcami na Hitlera, powodował że jego kult nie był mocno kontrowersyjny. Zapomniano przy tym, że karierę zrobił w czasach nazistowskich i aktywnie wspierał goebbelsowską propagandę wielkich Niemiec. Dopiero w roku 2001 usunięto tablicę z jego nazwiskiem w kasynie oficerskim w Goslarze, twierdząc, że feldmarszałek był żołnierzem zbrodniczego reżimu, więc honorowanie go byłoby honorowaniem hitlerowskiej III Rzeszy.